# A Broken Frame
Albums de Depeche Mode
Speak and Spell
(1981) Construction Time Again
(1983)
Singles
1. See You
Sortie : 29 janvier 1982
2. The Meaning of Love
Sortie : 24 avril 1982
3. Leave in Silence
Sortie : 16 août 1982

A Broken Frame est le deuxième album studio du groupe de new wave anglais Depeche Mode, sorti en 1982.

## Historique
Après le départ de Vince Clarke, l'un des membres fondateurs, le reste du groupe doit lui trouver un remplaçant. L'heureux élu est finalement Alan Wilder, qui venait de passer les auditions avec succès. Mais ce dernier ne participe pas à l'élaboration de l'album, car les membres du groupe veulent se prouver qu'ils sont capables de faire un album par eux-mêmes, sans le concours de Clarke. On peut cependant voir Alan Wilder dans les clips See You, The Meaning of Love et Leave in Silence.
Le ton de l'album demeure globalement enjoué tout en prenant une direction plus sérieuse et moins « commerciale » que sur Speak and Spell.

## Liste des morceaux
Toutes les chansons sont écrites et composées par Martin Gore.
| 1.  | Leave in Silence         | 4:51 |
| 2.  | My Secret Garden         | 4:46 |
| 3.  | Monument                 | 3:15 |
| 4.  | Nothing to Fear          | 4:18 |
| 5.  | See You                  | 4:34 |
| 6.  | Satellite                | 4:44 |
| 7.  | The Meaning of Love      | 3:06 |
| 8.  | A Photograph of You      | 3:04 |
| 9.  | Shouldn't Have Done That | 3:12 |
| 10. | The Sun & the Rainfall   | 5:02 |

| 1.  | Leave in Silence                        | 6:28 |
| 2.  | My Secret Garden                        | 4:46 |
| 3.  | Monument                                | 3:15 |
| 4.  | Nothing to Fear                         | 4:18 |
| 5.  | See You                                 | 4:34 |
| 6.  | Satellite                               | 4:44 |
| 7.  | The Meaning of Love                     | 3:06 |
| 8.  | Further Excerpts From: My Secret Garden | 4:20 |
| 9.  | A Photograph of You                     | 3:04 |
| 10. | Shouldn't Have Done That                | 3:12 |
| 11. | The Sun & the Rainfall                  | 5:02 |

Dave Gahan est le chanteur principal sur tous les morceaux excepté Shouldn't Have Done That qui est un duo avec Gore. Nothing to Fear et Further Excerpts From: My Secret Garden sont des instrumentaux.

### Réédition de 2006
- Disque 1 : SACD/CD. La liste des titres sont identiques à l'album de 1982 sorti au Royaume-Uni, excepté "Satellite" qui dure 4:43.
- Disque : DVD de A Broken Frame en DTS 5.1, Dolby Digital 5.1 et Stéréo PCM avec des bonus.

| 11. | My Secret Garden (Live à Hammersmith, Octobre 1982))    | 7:28 |
| 12. | See You (Live à Hammersmith, Octobre 1982))             | 4:11 |
| 13. | Satellite (Live à Hammersmith, Octobre 1982))           | 4:28 |
| 14. | Nothing to Fear (Live à Hammersmith, Octobre 1982))     | 4:28 |
| 15. | The Meaning of Love (Live à Hammersmith, Octobre 1982)) | 3:14 |
| 16. | A Photograph of You (Live à Hammersmith, Octobre 1982)) | 3:21 |

| 17. | Now, This Is Fun               | 3:27 |
| 18. | Oberkorn (It's a Small Town)   | 4:07 |
| 19. | Excerpt From: My Secret Garden | 3:14 |

Bonus
1. Depeche Mode 1982 (The Beginning of Their So-Called Dark Phase) (documentaire vidéo de 27 minutes)

### Vinyle
| 1. | Leave In Silence                         | 6:28 |
| 2. | A Photograph Of You                      | 3:04 |
| 3. | My Secret Garden                         | 4:45 |
| 4. | Further Excerpts From: My Secret Garden) | 4:20 |

## Classements et certifications
| Chart                             | Meilleure position |
| --------------------------------- | ------------------ |
| Allemagne - Media Control Charts  | 56                 |
| Suède                             | 22                 |
| Royaume-Uni (UK Albums Chart)     | 8                  |
| États-Unis - Billboard Pop Albums | 177                |

| Chart              | Meilleure position |
| ------------------ | ------------------ |
| France             | 1941               |
| 1Réédition de 2006 |                    |

| Pays              | Certification | Ventes certifiées |
| ----------------- | ------------- | ----------------- |
| Royaume-Uni (BPI) | Or            | 100 000           |

## Singles
- See You / Now This Is Fun - janvier 1982
- The Meaning Of Love / Oberkorn (It's A Small Town) - avril 1982
- Leave In Silence / Excerpt From My Secret Garden - août 1982